# Enquanto É Dia
Enquanto É Dia (estilizado como Enquanto É Dia...) é o sétimo álbum de estúdio da banda de rock cristão Rebanhão, lançado em 1993 pela gravadora Gospel Records em vinil e CD.
É o primeiro álbum do Rebanhão após a saída do guitarrista Carlinhos Felix e do baixista Paulo Marotta, e foi produzido pelo tecladista e vocalista Pedro Braconnot, que é o compositor da maioria das músicas. Diferentemente dos trabalhos antecessores, Enquanto É Dia possui influência maior do hard rock.
Na formação, possui a participação de Dico Parente nos vocais que, durante meses apresentou-se com o grupo e cedeu composições para o disco. A canção "Enquanto É Dia" foi escrita por Braconnot em parceria com Marquinhos Gomes, na época ainda integrante do Altos Louvores. O álbum também faz uma homenagem a Janires, fundador da banda, com o hit "Baião" regravado.
Em 2018, foi considerado o 98º melhor álbum da década de 1990, de acordo com lista publicada pelo Super Gospel.

## Antecedentes
Após lançar o álbum Pé na Estrada em 1991, Carlinhos Felix deixou a banda. Com isso, o grupo se transforma em um duo, com Pedro Braconnot e Paulo Marotta tocando com guitarristas e bateristas convidados. No entanto, Marotta também resolveu sair do Rebanhão e, antes de sair, ajudou Braconnot a escolher os músicos que fariam parte de uma nova formação. Para o lugar de Paulo Marotta, foi recrutado o baixista e cantor Murilo Kardia, na época ex-integrante do Complexo J. Kardia permaneceu no grupo por cerca de um ano. Depois de sua saída, a formação se consolidou com Pedro Braconnot (vocal e teclado), Rogério dy Castro (baixo), Pablo Chies (guitarra) e Wagner Carvalho (bateria).

## Gravação
Enquanto É Dia foi gravado no Mega Studio, de propriedade da banda, onde também foi gravado Pé na Estrada e os projetos sucessores do grupo. A obra se destacou por ter a maior parte do repertório escrito por Braconnot, algumas em colaboração com Pablo Chies e o cantor Dico Parente, que canta no disco. Dico foi creditado apenas como uma participação especial e não há fotos suas inclusas no encarte.
O repertório é predominantemente inédito, com exceção de "Baião", gravada em homenagem ao ex-vocalista Janires, morto em 1988.

## Lançamento e recepção
| Críticas profissionais | Críticas profissionais |
| Avaliações da crítica  | Avaliações da crítica  |
| Fonte                  | Avaliação              |
| ---------------------- | ---------------------- |
| O Propagador           | [ 4 ]                  |
| Super Gospel           | [ 5 ]                  |

Enquanto É Dia foi lançado em vinil pela gravadora Gospel Records nos últimos meses de 1993 e em CD em 1994. No formato CD, o álbum veio com 4 faixas bônus, do álbum anterior, Pé na Estrada remixadas. O álbum teve uma recepção retrospectiva favorável da crítica. O guia discográfico do O Propagador atribuiu uma cotação de 3 de 5 estrelas ao projeto, afirmando que é "introspectivo e melancólico" e "uma luz no fim do túnel para quem achava que o Rebanhão estava totalmente acabado após a saída de dois integrantes". O Super Gospel, por sua vez, atribuiu 3,5 estrelas para Enquanto É Dia e elegeu-o como o 98º melhor álbum da década de 1990.
Em setembro de 1993, o Rebanhão se apresentou no Estádio do Pacaembu, durante o 3º SOS da Vida Gospel Festival, tocando músicas do álbum Enquanto É Dia, como "Mistério". Dico Parente, neste período, estava se apresentando com o grupo. Em 1994, durante o 4º SOS da Vida, já sem Dico, outras canções do álbum foram apresentadas apenas nos vocais de Pedro Braconnot, como "Velho Amigo" e "Comando de Cristo".
Em 10 de outubro de 2021, a versão em CD do álbum (com as 4 faixas bônus de Pé na Estrada) foi lançada nas plataformas digitais pela Gospel Records.

## Faixas
A seguir lista-se as faixas, compositores e durações de cada canção de Enquanto É Dia.
| N.º | Título                 | Compositor(es)                | Vocais            | Duração |  |
| 1.  | "Me Leva pra Casa"     | Pedro Braconnot               | Pedro Braconnot   | 3:43    |  |
| 2.  | "Como as Ondas do Mar" | Braconnot                     | Braconnot         | 3:49    |  |
| 3.  | "Enquanto é Dia"       | Braconnot Marquinhos Gomes    | Braconnot         | 3:51    |  |
| 4.  | "Janela do Céu"        | Braconnot Dico Parente        | Dico Parente      | 3:56    |  |
| 5.  | "Comando de Cristo"    | Braconnot Pablo Chies Parente | Braconnot         | 3:38    |  |
| 6.  | "Velho Amigo"          | Braconnot                     | Braconnot         | 4:23    |  |
| 7.  | "Baião"                | Janires                       | Braconnot Parente | 4:21    |  |
| 8.  | "Mistério"             | Parente Braconnot             | Dico Parente      | 4:48    |  |
| 9.  | "Luz de um Campeão"    | Braconnot                     | Parente           | 3:51    |  |

| Faixas bônus (edição CD) |                 |                |               |         |  |
| N.º                      | Título          | Compositor(es) | Vocais        | Duração |  |
| 10.                      | "Pé na Estrada" | Paulo Marotta  | Paulo Marotta | 3:25    |  |
| 11.                      | "Ovelha Ferida" | Braconnot      | Braconnot     | 3:33    |  |
| 12.                      | "Fé"            | Braconnot      | Braconnot     | 4:19    |  |
| 13.                      | "Elo Perdido"   | Braconnot      | Braconnot     | 3:38    |  |

## Ficha técnica
A seguir estão listados os músicos e técnicos envolvidos na produção de Enquanto É Dia:
Banda
- Pedro Braconnot - vocais, piano, teclado, sintetizadores, produção musical
- Pablo Chies - guitarra, violão
- Rogério dy Castro - baixo
- Wagner Carvalho - bateria

Músicos convidados
- Dico Parente - vocal e vocais de apoio em "Enquanto É Dia",  "Janela do Céu", "Baião", "Mistério" e "Luz de um Campeão"
- Zé Canuto - flauta e saxofone
- Waldenir Carvalho - vocal de apoio
- Grupo Ruama - vocal de apoio
- Grupo Semeador - vocal de apoio